# Мелень
Мелень, Мелені (рум. Măleni) — село у повіті Селаж в Румунії. Входить до складу комуни Ілянда.
Село розташоване на відстані 376 км на північний захід від Бухареста, 48 км на північний схід від Залеу, 64 км на північ від Клуж-Напоки.

## Населення
За даними перепису населення 2002 року у селі проживали 10 осіб, усі — румуни. Усі жителі села рідною мовою назвали румунську.